# 게토레이 퍼펙트 피처
게토레이 퍼펙트 피처(Gatorade Perfect Pitcher)는 한국 펩시콜라가 MBC 스포츠 플러스와 함께 프로야구 최고의 투수를 선정해 시상을 진행한다.
한국 펩시콜라의 인기음료 게토레이의 이름을 딴 '게토레이 퍼펙트 피처'는 선발, 중간계투, 마무리 등 포지션별로 나누어 가장 많은 퍼펙트 이닝을 달성한 투수에게 돌아간다. 퍼펙트 이닝은 무실점, 무피안타, 무사사구 등을 고려해 결정되며 매달 시상한다.
주간 게토레이 퍼펙트 피처 랭킹, 월간MVP 등은 MBC스포츠플러스의 야구 전문프로그램인 베이스볼 투나잇 야를 통해 방송된다.
2013년부터 선발투수 부문인 레몬, 구원투수 부문인 오렌지로 나뉘어 시상한다.

## 같이 보기
- 게토레이 퍼퍽트 히터